# Collegio di Norwich South
Norwich South è un collegio elettorale situato nel Norfolk, nell'Est dell'Inghilterra, e rappresentato alla Camera dei comuni del Parlamento del Regno Unito. Elegge un membro del parlamento con il sistema first-past-the-post, ossia maggioritario a turno unico; l'attuale parlamentare è Clive Lewis del Partito Laburista, che rappresenta il collegio dal 2015.

## Estensione
- 1950–1974: i ward del County Borough di Norwich di Ber Street, Conesford, Earlham, Eaton, Lakenham, Nelson, St Stephen e Town Close.
- 1974–1983: i ward del County Borough di Norwich di Bowthorpe, Earlham, Eaton, Lakenham, Mancroft, Nelson, St Stephen e Town Close.
- 1983–1997: i ward del County Borough di Norwich di Bowthorpe, Eaton, Heigham, Henderson, Lakenham, Mancroft, Nelson, St Stephen, Thorpe Hamlet, Town Close e University.
- 1997–2010: i ward della Città di Norwich di Bowthorpe, Eaton, Heigham, Henderson, Lakenham, Mancroft, Nelson, St Stephen, Thorpe Hamlet, Town Close e University; il ward del distretto di Broadland di Brundall e i ward del distretto di South Norfolk di Cringleford and Colney e New Costessey.
- dal 2010: i ward della Città di Norwich di Bowthorpe, Eaton, Lakenham, Mancroft, Nelson, Thorpe Hamlet, Town Close, University e Wensum e il ward del distretto di South Norfolk di New Costessey.

Nel 2024 sono state apportate lievi modifiche dovute a modifiche delle autorità locali.
Il collegio è uno dei due che coprono la città di Norwich; l'altro è Norwich North.

## Membri del parlamento
| Elezione | Elezione        | Deputato            | Partito             |
| -------- | --------------- | ------------------- | ------------------- |
|          | 1950            | Henry Strauss       | Conservatore        |
| 1955     | Geoffrey Rippon |                     | Conservatore        |
|          | 1964            | Christopher Norwood | Laburista           |
|          | 1970            | Thomas Stuttaford   | Conservatore        |
|          | Feb 1974        | John Garrett        | Laburista           |
|          | 1983            | John Powley         | Conservatore        |
|          | 1987            | John Garrett        | Laburista           |
| 1997     | Charles Clarke  |                     | Laburista           |
|          | 2010            | Simon Wright        | Liberal Democratici |
|          | 2015            | Clive Lewis         | Laburista           |

## Elezioni

### Elezioni negli anni 2020
| Partito                    | Partito                                | Candidato                  | Risultati 4 luglio 2024 | Risultati 4 luglio 2024 |
| Partito                    | Partito                                | Candidato                  | Voti                    | %                       |
| -------------------------- | -------------------------------------- | -------------------------- | ----------------------- | ----------------------- |
|                            | Laburista                              | Clive Lewis                | 21 484                  | 47,64                   |
|                            | Verdi                                  | Jamie Osborn               | 8 245                   | 18,28                   |
|                            | Conservatore                           | David Thomas               | 5 806                   | 12,88                   |
|                            | Reform UK                              | Graham Burton              | 5 227                   | 11,59                   |
|                            | Lib Dem                                | Sean Bennett               | 3 577                   | 7,93                    |
|                            | Party of Women                         | Linda Law                  | 455                     | 1,01                    |
|                            | Indipendente                           | Elizabeth Davey            | 301                     | 0,67                    |
|                            |                                        |                            |                         |                         |
| Iscritti                   | Iscritti                               | Iscritti                   | 76 381                  | 100,00                  |
| ↳ Votanti (% su iscritti)  | ↳ Votanti (% su iscritti)              | ↳ Votanti (% su iscritti)  | 45 095                  | 59,04                   |
| ↳ Astenuti (% su iscritti) | ↳ Astenuti (% su iscritti)             | ↳ Astenuti (% su iscritti) | 31 286                  | 40,96                   |
|                            |                                        |                            |                         |                         |
|                            | Esito: collegio confermato a Laburista |                            |                         |                         |

### Elezioni negli anni 2010
| Partito                    | Partito                                | Candidato                  | Risultati 12 dicembre 2019 | Risultati 12 dicembre 2019 |
| Partito                    | Partito                                | Candidato                  | Voti                       | %                          |
| -------------------------- | -------------------------------------- | -------------------------- | -------------------------- | -------------------------- |
|                            | Laburista                              | Clive Lewis                | 27 766                     | 53,73                      |
|                            | Conservatore                           | Michael Spencer            | 15 006                     | 29,04                      |
|                            | Lib Dem                                | James Wright               | 4 776                      | 9,24                       |
|                            | Verdi                                  | Catherine Rowett           | 2 469                      | 4,78                       |
|                            | Brexit                                 | Sandy Gilchrist            | 1 656                      | 3,20                       |
|                            |                                        |                            |                            |                            |
| Iscritti                   | Iscritti                               | Iscritti                   | 77 845                     | 100,00                     |
| ↳ Votanti (% su iscritti)  | ↳ Votanti (% su iscritti)              | ↳ Votanti (% su iscritti)  | 51 673                     | 66,38                      |
| ↳ Astenuti (% su iscritti) | ↳ Astenuti (% su iscritti)             | ↳ Astenuti (% su iscritti) | 26 172                     | 33,62                      |
|                            |                                        |                            |                            |                            |
|                            | Esito: collegio confermato a Laburista |                            |                            |                            |

| Partito                    | Partito                                | Candidato                  | Risultati 8 giugno 2017 | Risultati 8 giugno 2017 |
| Partito                    | Partito                                | Candidato                  | Voti                    | %                       |
| -------------------------- | -------------------------------------- | -------------------------- | ----------------------- | ----------------------- |
|                            | Laburista                              | Clive Lewis                | 31 311                  | 60,96                   |
|                            | Conservatore                           | Lana Hempsall              | 15 715                  | 30,60                   |
|                            | Lib Dem                                | James Wright               | 2 841                   | 5,53                    |
|                            | Verdi                                  | Richard Bearman            | 1 492                   | 2,91                    |
|                            |                                        |                            |                         |                         |
| Iscritti                   | Iscritti                               | Iscritti                   | 74 218                  | 100,00                  |
| ↳ Votanti (% su iscritti)  | ↳ Votanti (% su iscritti)              | ↳ Votanti (% su iscritti)  | 51 359                  | 69,20                   |
| ↳ Astenuti (% su iscritti) | ↳ Astenuti (% su iscritti)             | ↳ Astenuti (% su iscritti) | 22 859                  | 30,80                   |
|                            |                                        |                            |                         |                         |
|                            | Esito: collegio confermato a Laburista |                            |                         |                         |

| Partito                    | Partito                                      | Candidato                  | Risultati 7 maggio 2015 | Risultati 7 maggio 2015 |
| Partito                    | Partito                                      | Candidato                  | Voti                    | %                       |
| -------------------------- | -------------------------------------------- | -------------------------- | ----------------------- | ----------------------- |
|                            | Laburista                                    | Clive Lewis                | 19 033                  | 39,27                   |
|                            | Conservatore                                 | Lisa Townsend              | 11 379                  | 23,48                   |
|                            | Verdi                                        | Lesley Grahame             | 6 749                   | 13,93                   |
|                            | Lib Dem                                      | Simon Wright               | 6 607                   | 13,63                   |
|                            | UKIP                                         | Steve Emmens               | 4 539                   | 9,37                    |
|                            | Class War                                    | David Peel                 | 96                      | 0,20                    |
|                            | Indipendente                                 | Cengiz Ceker               | 60                      | 0,12                    |
|                            |                                              |                            |                         |                         |
| Iscritti                   | Iscritti                                     | Iscritti                   | 74 904                  | 100,00                  |
| ↳ Votanti (% su iscritti)  | ↳ Votanti (% su iscritti)                    | ↳ Votanti (% su iscritti)  | 48 463                  | 64,70                   |
| ↳ Astenuti (% su iscritti) | ↳ Astenuti (% su iscritti)                   | ↳ Astenuti (% su iscritti) | 26 441                  | 35,30                   |
|                            |                                              |                            |                         |                         |
|                            | Esito: collegio passa da Lib Dem a Laburista |                            |                         |                         |

| Partito                    | Partito                                      | Candidato                  | Risultati 6 maggio 2010 | Risultati 6 maggio 2010 |
| Partito                    | Partito                                      | Candidato                  | Voti                    | %                       |
| -------------------------- | -------------------------------------------- | -------------------------- | ----------------------- | ----------------------- |
|                            | Lib Dem                                      | Simon Wright               | 13 960                  | 29,36                   |
|                            | Laburista                                    | Charles Clarke             | 13 650                  | 28,71                   |
|                            | Conservatore                                 | Antony D. Little           | 10 902                  | 22,93                   |
|                            | Verdi                                        | Adrian Ramsay              | 7 095                   | 14,92                   |
|                            | UKIP                                         | Stephen Emmens             | 1 145                   | 2,41                    |
|                            | BNP                                          | Len Heather                | 697                     | 1,47                    |
|                            | Rivoluzionario dei Lavoratori                | Gabriel Polley             | 102                     | 0,21                    |
|                            |                                              |                            |                         |                         |
| Iscritti                   | Iscritti                                     | Iscritti                   | 73 608                  | 100,00                  |
| ↳ Votanti (% su iscritti)  | ↳ Votanti (% su iscritti)                    | ↳ Votanti (% su iscritti)  | 47 551                  | 64,60                   |
| ↳ Astenuti (% su iscritti) | ↳ Astenuti (% su iscritti)                   | ↳ Astenuti (% su iscritti) | 26 057                  | 35,40                   |
|                            |                                              |                            |                         |                         |
|                            | Esito: collegio passa da Laburista a Lib Dem |                            |                         |                         |

### Elezioni negli anni 2000
| Partito                    | Partito                                | Candidato                   | Risultati 5 maggio 2005 | Risultati 5 maggio 2005 |
| Partito                    | Partito                                | Candidato                   | Voti                    | %                       |
| -------------------------- | -------------------------------------- | --------------------------- | ----------------------- | ----------------------- |
|                            | Laburista                              | Charles Clarke              | 15 904                  | 37,70                   |
|                            | Lib Dem                                | Andrew P. Aalders-Dunthorne | 12 251                  | 29,04                   |
|                            | Conservatore                           | Antony D. Little            | 9 567                   | 22,68                   |
|                            | Verdi                                  | Adrian Ramsay               | 3 101                   | 7,35                    |
|                            | UKIP                                   | Vandra S. Ahlstrom          | 597                     | 1,42                    |
|                            | Democratici                            | Christine Constable         | 466                     | 1,10                    |
|                            | Legalise Cannabis                      | Don E. Barnard              | 219                     | 0,52                    |
|                            | Rivoluzionario dei Lavoratori          | Roger A. Blackwell          | 85                      | 0,20                    |
|                            |                                        |                             |                         |                         |
| Iscritti                   | Iscritti                               | Iscritti                    | 64 907                  | 100,00                  |
| ↳ Votanti (% su iscritti)  | ↳ Votanti (% su iscritti)              | ↳ Votanti (% su iscritti)   | 42 190                  | 65,00                   |
| ↳ Astenuti (% su iscritti) | ↳ Astenuti (% su iscritti)             | ↳ Astenuti (% su iscritti)  | 22 717                  | 35,00                   |
|                            |                                        |                             |                         |                         |
|                            | Esito: collegio confermato a Laburista |                             |                         |                         |

| Partito                    | Partito                                | Candidato                  | Risultati 7 giugno 2001 | Risultati 7 giugno 2001 |
| Partito                    | Partito                                | Candidato                  | Voti                    | %                       |
| -------------------------- | -------------------------------------- | -------------------------- | ----------------------- | ----------------------- |
|                            | Laburista                              | Charles Clarke             | 19 367                  | 45,47                   |
|                            | Conservatore                           | Andrew French              | 10 551                  | 24,77                   |
|                            | Lib Dem                                | Andrew Aalders-Dunthorne   | 9 640                   | 22,63                   |
|                            | Verdi                                  | Adrian St. J. Holmes       | 1 434                   | 3,37                    |
|                            | Legalise Cannabis                      | Alun Buffrey               | 620                     | 1,46                    |
|                            | Alleanza Socialista                    | Edward Manningham          | 507                     | 1,19                    |
|                            | UKIP                                   | Tarquin Mills              | 473                     | 1,11                    |
|                            |                                        |                            |                         |                         |
| Iscritti                   | Iscritti                               | Iscritti                   | 71 224                  | 100,00                  |
| ↳ Votanti (% su iscritti)  | ↳ Votanti (% su iscritti)              | ↳ Votanti (% su iscritti)  | 42 592                  | 59,80                   |
| ↳ Astenuti (% su iscritti) | ↳ Astenuti (% su iscritti)             | ↳ Astenuti (% su iscritti) | 28 632                  | 40,20                   |
|                            |                                        |                            |                         |                         |
|                            | Esito: collegio confermato a Laburista |                            |                         |                         |

## Risultati dei referendum

### Referendum sulla permanenza del Regno Unito nell'Unione europea del 2016
|             | Collegio      | Lasciare UE % | Rimanere in UE % |
| ----------- | ------------- | ------------- | ---------------- |
|             | Norwich South | 40,2%         | 59,8%            |
|             | Inghilterra   | 53,3%         | 46,7%            |
| Regno Unito | 51,9%         | 48,1%         |                  |